# 1840 en science-fiction
| Années de la science-fiction : 1837 - 1838 - 1839 - 1840 - 1841 - 1842 - 1843    |
| Décennies de la science-fiction : 1810 - 1820 - 1830 - 1840 - 1850 - 1860 - 1870 |

L'année 1840 a connu, en matière de science-fiction, les faits suivants :

## Naissances et décès

### Naissances
- 29 novembre : Rhoda Broughton, romancière et nouvelliste galloise, morte en 1920.